# Irene Lentz
Irene Maud Lentz (Baker, Montana, Estados Unidos; 8 de diciembre de 1901-Los Ángeles, California, Estados Unidos;  15 de noviembre de 1962) también conocida como Irene fue una actriz,  diseñadora de moda y vestuario estadounidense. Su trabajo como diseñadora de ropa en Los Ángeles la llevó a su carrera como diseñadora de vestuario para películas en la década de 1930. Lentz también trabajó bajo el nombre de Irene Gibbons.

## Biografía
Fruto de un matrimonio formado por Emil Lents y Maud Walters, comenzó su carrera como actriz con su nombre de nacimiento, apareciendo en papeles secundarios en películas mudas comenzando con Mack Sennett en 1921. Fue partenaire de primeros comediantes como Sennett, Ben Turpin y Billy Bevan . Lentz fue dirigida en su primera película por el jefe de producción  de Mark, F. Richard Jones ; Su relación profesional maduró a una más personal. Se habían casado en menos de un año cuando Jones sucumbió a la tuberculosis en 1930.

## Carrera como vestuarista
A Lentz le habían enseñado a coser cuando era niña y con un gusto por el estilo, decidió abrir una pequeña tienda de ropa. El éxito de sus diseños en su pequeña tienda finalmente le llevó a una oferta de la tienda de departamentos de lujo Bullocks Wilshire para el diseño de su salón personalizado para damas, que se dirigió a una clientela adinerada que incluía varias estrellas de Hollywood.
Los diseños de Lentz en Bullocks atrajeron su atención en la comunidad cinematográfica y fue contratada por compañías de producción independientes para diseñar el vestuario de algunas de sus estrellas. Facilitándose simplemente como "Irene", su primer trabajo fue en 1933 en la película Goldie Gets Along con sus diseños para la actriz Lily Damita. Sin embargo, su gran oportunidad llegó cuando la contrataron para crear los vestidos de Ginger Rogers para su película de 1937, Shall We Dance con Fred Astaire. Esto fue seguido por más diseños en otra película de Ginger Rogers, así como trabajos para otros independientes como Walter Wanger Productions, RKO , Paramount Pictures y Columbia Pictures. Durante la década de 1930, diseñó el vestuario de películas destacadas damas como Constance Bennett, Hedy Lamarr, Joan Bennett, Claudette Colbert, Carole Lombard, Ingrid Bergman, Marilyn Monroe, Rita Hayworth, Ava Gardner, Judy Garland y Loretta Young, entre otras.
A través de su trabajo, conoció y se casó con el escritor y guionista de cuentos Eliot Gibbons, hermano de Cedric Gibbons, ganador de varios premios de la Academia, y director de dirección de arte en MGM Studios. A pesar de su éxito, trabajar con el poderoso escenógrafo Cedric mientras estaba casado con su hermano Eliot no fue fácil. Irene le confió a su amiga cercana Doris Day que el matrimonio con Eliot no fue feliz. Considerado generalmente como el diseñador de producción más importante e influyente en la historia de las películas estadounidenses, Cedric Gibbons contrató a Lentz cuando el diseñador de vestidos Adrian dejó MGM en 1941 para abrir su propia casa de modas. Para 1943, era una supervisora de vestuario líder en MGM, obteniendo reconocimiento internacional por sus "creaciones de soufflé" y recordada por su vestuario de vanguardia para Lana Turner en El cartero siempre llama dos veces (1946).
En 1950, dejó a MGM para abrir su propia casa de modas. Después de que Lentz estuvo fuera de la industria del cine durante casi diez años, Doris Day solicitó sus servicios para la producción Midnight Lace (Universal, 1960). Al año siguiente hizo el diseño de vestuario para otra película de Day, Lover Come Back (1961), y durante 1962 trabajó en su última producción, A Gathering of Eagles (lanzada en 1963).
En 1962, después de que Doris Day notara que Lentz parecía molesta y nerviosa, ella le confió que estaba enamorada del actor Gary Cooper y que él era el único hombre al que había amado. Cooper había muerto en 1961.

## Suicidio
Paso los últimos años de su vida sumida en un cuadro depresivo crónico agravado por su alcoholismo. El 15 de noviembre de 1962, tres semanas antes de cumplir sesenta años, Lentz tomó la habitación 1129 en el Hotel Knickerbocker y se registró con un nombre falso. Fue hasta el baño y sin pensarlo dos veces saltó por la ventana, cayendo al vacío y falleciendo en el acto tras caer en el techo de un vestíbulo.
Había dejado notas de suicidio para amigos y familiares, para su marido enfermo y para los residentes del hotel, disculpándose por cualquier inconveniente que su muerte pudiera causar. Según sus deseos, ella está enterrada junto a su primer esposo, el director F. Richard Jones , en el cementerio Forest Lawn Memorial Park en Glendale, California.

## Premios y distinciones
Premios Óscar
| Año  | Categoría               | Película              | Resultado |
| ---- | ----------------------- | --------------------- | --------- |
| 1949 | Mejor vestuario - Color | La rebelde            | Nominada  |
| 1961 | Mejor vestuario - Color | Un grito en la niebla | Nominado  |

- En 2005, fue incluida en el Salón de la Fama de Anne Cole del Gremio de Diseñadores de Vestuario.